# Träsksmyg
Träsksmyg (Spartonoica maluroides) är en fågel i familjen ugnfåglar inom ordningen tättingar.

## Utseende och läte
Träsksmygen är en liten (14 cm) streckad ugnfågel med lång stjärt. Ovansidan är gulbrun med svarta strimmor, kontrasterande mot roströd hjässa och otydligt vitt ögonbrynsstreck. Vingarna är sotfärgade med kanelbrunt längst in på vingpennorna. Den långa och spetsiga stjärten är brun. Undersidan är vitaktig, mot flankerna med beigefärgad. Lätet består av en två till tre sekunder lång mekanisk drill.

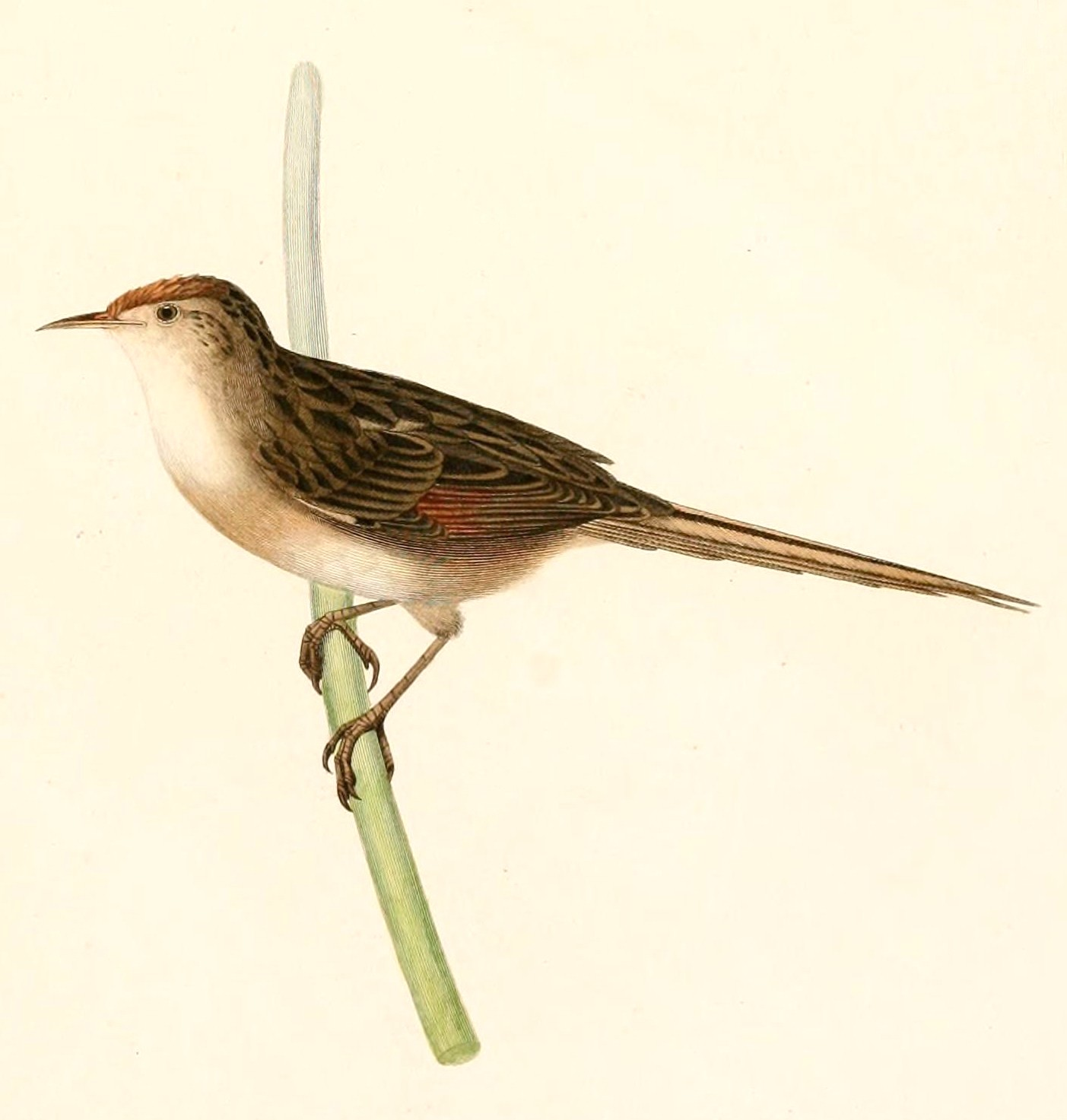

## Utbredning och systematik
Träsksmygen placeras som enda art i släktet Spartonoica. Fågeln förekommer i sydligaste Brasilien, Uruguay och centrala Argentina. Den behandlas som monotypisk, det vill säga att den inte delas in i några underarter.

## Status och hot
Arten har ett stort utbredningsområde, men tros minska i antal, dock inte tillräckligt kraftigt för att den ska betraktas som hotad. Internationella naturvårdsunionen IUCN listar arten som livskraftig (LC).